# Hypenodes lacticolor
Hypenodes lacticolor là một loài bướm đêm trong họ Erebidae.